# Eupatorium schizanthum
Eupatorium schizanthum là một loài thực vật có hoa trong họ Cúc. Loài này được Griseb. mô tả khoa học đầu tiên năm 1861.